# 李忠民 (1967年)
李忠民（Ron LEE）為前香港專業劍擊運動員及專業體育節目主持人，現職香港體育學院社區關係及市務總監。之前為歐洲體育頻道亞太區製作總監及中國區業務總監，亦是香港精英運動員協會副主席，及國際體育組織勞侖斯體育大使。

## 簡歷
李忠民於1983至1995年代表香港男子花劍隊東征西討，在1987年成為香港首批奪得「體院獎學金運動員」之一。1985年代表香港參與英國20歲以下劍擊錦標賽，成為香港首位於歐洲贏得獎牌的劍擊手。他於1987至1991年間一直是香港首席劍擊運動員，並代表香港參加1988年漢城奧運會。1992年亦取得巴塞羅拿奥運會参賽資格，唯當時因非全職訓練，狀態未如理想，遂將席位讓給隊友。他是1990年北京亞運會贏得男子團體花劍銅牌的香港隊成員之一，1991年在馬來西亞舉行的亞洲錦標賽勇金牌，並在1994年英聯邦錦標賽奪得銅牌後退下火線。
李忠民於1993在香港有線電視開始體育評述員生涯，1995年加盟ESPN並前往ESPN美國總部受訓，主力解說F1、MotoGP、高爾夫球及網球。
李氏除了是專業主持外，亦曾簽約金牌大風，成為該公司旗下首位專職司儀。

## 外部連結
- https://www.laureus.com/ambassadors/ron-lee-chung-man （页面存档备份，存于）
- 從運動員轉到行政人員 昔日「花」男劍手李忠民回故地再續運動事業 （页面存档备份，存于）
- 輸得起的人生哲學李忠民 （页面存档备份，存于）
- 李忠民：心中有“劍”不忘初心 （页面存档备份，存于）
- 打出商場黃金夢
- 李忠民里約奧運2016 （页面存档备份，存于）
- 香港奧運代表李忠民致蘇絲黃的公開信 （页面存档备份，存于）
- 李忠民：傷患影響令拿度更強 （页面存档备份，存于）
- 李忠民奧運憶苦思甜
- 北京奧運臨近 體育評述員吃香[永久]